# Limnodromus
Limnodromus (sneppeklirer) er en slægt af vadefugle. Slægten omfatter tre arter i verden. I Danmark er langnæbbet sneppeklire (Limnodromus scolopaceus) en meget sjælden gæst. Navnet Limnodromus betyder 'moseløber' af (af græsk limne 'mose' og dromos 'løber')

.